# Уразбаев, Насыр Рафикович
Насыр Рафикович Уразбаев (3 апреля 1902, Утяково, Уфимская губерния — 31 января 1981, Уфа) — советский государственный и общественный деятель. Секретарь Башкирского обкома ВКП(б) (1941—1946), председатель Совета Министров БАССР (1946—1951), заместитель министра лесной промышленности СССР, начальник Управления лесосырьевых баз Министерства лесной промышленности СССР (1951—1955). Заслуженный деятель науки и техники БАССР.

## Биография
Насыр Рафикович родился в 1902 году в деревне Утяк (ныне Гафурийский район Башкортостана) в семье крестьянина Рафика Вахитовича Уразбаева.
Трудиться начал в 1919 году делопроизводителем Карамышевского волисполкома, затем секретарём, председателем волостного комитета взаимопомощи, секретарем президиума волисполкома в деревне Янгискаин Красноусольского района, заведующим отделом периодической печати Стерлитамакского книготорга.
В 1925 году Насыр Рафикович поступил в Уфимский лесной техникум, по окончании которого работает лесничим, директором Зилимского леспромхоза, инспектором и начальником инспекции треста «Южураллес».
Н. Р. Уразбаев в 1933 году был назначен директором Бурзянского леспромхоза. С 1935 года Насыр Рафикович учился в Архангельской промышленной академии имени В. В. Куйбышева. Окончив академию в 1939 году с отличием по специальности инженера-технолога, он работал главным инженером, заместителем наркома лесной промышленности БАССР.
В 1941 году избирался секретарем Башкирского обкома ВКП(б) по лесной промышленности, а в 1943 году — третьим секретарем обкома партии.
С 1946 по 1951 годы Н. Р. Уразбаев работал председателем Совета министров Башкирской АССР.
В 1951 году переведен в Москву, где работал заместителем министра лесной промышленности СССР, затем начальником управления лесосырьевых баз Министерства лесной промышленности СССР.
С 1955 года до ухода на пенсию в 1962 году Насыр Рафикович работал начальником лесозаготовительного комбината «Башлес».
Н. Р. Уразбаев избирался депутатом Верховного Совета СССР второго и третьего созывов, Верховного Совета РСФСР второго, Верховного Совета БАССР второго и третьего созывов.
Скончался 31 января 1981 года.

## Награды и звания
- Два ордена Ленина (22.03.1949, ...), два ордена Трудового Красного Знамени, орден «Знак Почета», медали.
- Заслуженный деятель науки и техники Башкирской АССР

## Память
В Уфе на доме, где жил Уразбаев Н. Р., установлена мемориальная доска, а в родной деревне его именем была названа школа, пока не была реорганизована в филиал соседней школы